# 48ª Brigata genio "Kam"janec'-Podil's'kyj"
La 48ª Brigata genio "Kam"janec'-Podil's'kyj" (in ucraino 48-ма Кам'янець-Подільська інженерна бригада?, 48-ma Kam'janec'-Podil's'ka inženerna bryhada, unità militare A2738) è un'unità del genio direttamente subordinata al Comando delle Forze terrestri ucraine, con base a Kam"janec'-Podil's'kyj.

## Storia
La brigata è stata creata il 30 novembre 2015 a Kam"janec'-Podil's'kyj sulla base dell'11º Battaglione genio pontieri ed altre unità del genio costituite nel 2014 per svolgere compiti nella zona d'operazioni antiterrorismo durante la guerra del Donbass, includendo in totale 2500 militari. Negli anni successivi i battaglioni della brigata sono stati schierati a rotazione nelle regioni di Donec'k e Luhans'k, fortificando le posizioni ucraine presso Avdiïvka, Svitlodars'k, Luhans'k, Torec'k e Popasna. Il 26 luglio 2017 è stato ucciso in combattimento il vice comandante dell'unità, colonnello Oleksandr Parovyj.
A partire dal 2022 la brigata ha preso parte all'invasione russa dell'Ucraina, contribuendo alla difesa della linea del fronte nell'oblast' di Donec'k. Elementi dell'unità hanno partecipato alla controffensiva nell'Ucraina meridionale nell'agosto del 2022. Il 321º Battaglione è stato impiegato durante la battaglia di Bachmut. Il 3 novembre 2023 la brigata è stata insignita dal presidente ucraino Volodymyr Zelens'kyj del titolo onorifico "Per il Valore e il Coraggio". Nell'agosto del 2024 elementi della brigata hanno partecipato all'offensiva ucraina nell'oblast' di Kursk.

## Struttura
- Comando di brigata[10]
- 11º Battaglione genio pontieri (Kam"janec'-Podil's'kyj, unità militare A3290)
- 308º Battaglione genio (Kam"janec'-Podil's'kyj)
- 309º Battaglione genio (Sambir, unità militare A2300)
- 310º Battaglione genio (Ol'šanycja, unità militare A4568)
- 311º Battaglione genio (Mukačevo)
- 321º Battaglione genio (Kam"janec'-Podil's'kyj, unità militare A3479)
- 1230º Battaglione genio
- Compagnia di sicurezza
- Distaccamento d'assalto

## Simboli
Lo stemma della brigata rappresenta due asce incrociate e una granata fiammeggiante dorata su fondo nero, che indicano l'appartenenza dell'unità alle truppe del genio. Su fondo blu si trova invece San Giorgio che uccide il Drago, antico stemma nobiliare ucraino detto "Pahonia Ruska" presente sulle armi storiche della città di Kam"janec'-Podil's'kyj, dove si trova la sede dell'unità.

## Comandanti
- Tenente colonnello Viktor Koršok (2015 - 2018)[12]
- Colonnello Olensadr Reka (2018 - in carica)[13]